# Aérodrome de Rurrenabaque
L'aérodrome de Rurrenabaque (code IATA : RBQ • code OACI : SLRQ) est un petit aéroport situé à Rurrenabaque en Bolivie. 

## Situation
| \| 20 km1:4 514 000 \| Camiri Chimoré Cobija Cochabamba El Trompillo Guayaramerín La Paz Oruro Potosí Puerto · Suárez Riberalta Rurrenabaque San Borja Santa Ana · del Yacuma Sucre Tarija Trinidad Uyuni Santa Cruz Yacuiba |
| 20 km1:4 514 000 |

## Compagnies et destinations
| Compagnies | Destinations              |
| ---------- | ------------------------- |
| EcoJet     | Cochabamba-J. Wilstermann |

Edité le 7/12/2023